# In My Dreams
«In My Dreams» — песня, выпущенная американской певицей Эммилу Харрис в 1983 году. Композиция сначала вошла в очередной альбом артистки, White Shoes, а в 1984 году была издана в формате сингла. Произведение написано британским автором песен Полом Кеннерли.
Сингл достиг Топ-10 американского чарта Hot Country Songs и канадского Country 50 Singles, принёс Харрис премию «Грэмми» в номинации «Лучшее женское вокальное кантри-исполнение», а Кеннерли — награду BMI Country Awards как автору одной из самых ротируемых кантри-песен года.

## История
Песня «In My Dreams» стала развитием успешного сотрудничества Харрис с британским автором песен Полом Кеннерли. Ранее певица появилась в его концептуальном альбоме The Legend of Jesse James (1980), а следом записала сочинённый Кеннерли хит «Born to Run» (1981). Впоследствии автор показал артистке ещё пару своих демозаписей: «Cry Myself To Sleep» и «In My Dreams». Первый номер Харрис сочла для себя неподходящим (в итоге песня отошла The Judds и в 1987 году возглавила в их исполнении американский чарт Hot Country Songs), и остановила выбор на втором.
Таким образом «In My Dreams» попала в очередной альбом Харрис, White Shoes (1983), и, как и весь диск, была спродюсирована тогдашним мужем певицы, Брайаном Ахерном. В 1984 году трек вышел в качестве сингла с композицией «Like an Old Fashloned Waltz» на обратной стороне, достигнув Топ-10 Hot Country Songs и канадского хит-парада Country 50 Singles. Запись также принесла Харрис уже четвёртую по счёту премию «Грэмми» — на этот раз в номинации «Лучшее женское вокальное кантри-исполнение». Кеннерли же, как автор одной из самых ротируемых кантри-песен года, получил награду BMI Country Awards.

## Оценки
Редактор газеты The Edmonton Journal Джим Макналти назвал «In My Dreams» в числе невыразительных поп-композиций, в которых заурядные аранжировки и на удивление банальный продакшн Брайана Ахерна, свойственные альбому White Shoes в целом, проявляются особенно сильно. Со своей стороны обозреватель издания The Orlando Sentinel Дин Джонсон, напротив, счёл песню одним из трёх лучших номеров на лонгплее. Рецензенты журнала Billboard передали суть записи так: «Харрис мило и убедительно тоскует под размашисто шагающую кантри-аранжировку». В 2017 году то же издание поставило «In My Dreams» на строчку № 8 в своей десятке лучших песен артистки — как часть оставленного ей «одного из богатейших наследий в истории музыки».
Колумнист журнала Music Row Роберт Оерманн описал сингл как очередную жемчужину авторства Пола Кеннерли, похвалив трек за прекрасные «катящийся» бас (англ. rolling bass) и гитарный грув. Музыковед, PhD, Джоселин Нил в книге Country Music: A Cultural and Stylistic History (2013) назвала «In My Dreams» примером того, как Харрис, создавшая в начале 1980-х годов собственную разновидность поп-кроссовера, и благодаря своему эклектизму не являвшаяся частью какого-то одного кантри-тренда, порой всё же позволяла себе «те же музыкальные излишества поп-ориентированного кантриполитена», что и другие кантри-звёзды того периода. Наконец Кеннерли характеризует «In My Dreams» как свою любимую песню из числа сочинённых им самим.

## Позиции в чартах
Еженедельные чарты
| Чарт (1984)                            | Высшая позиция | Прим.  |
| -------------------------------------- | -------------- | ------ |
| США, Billboard, Hot Country Songs      | 9              | [ 14 ] |
| США, Cash Box, Top 100 Country Singles | 9              | [ 15 ] |
| США, Radio & Records, Country Airplay  | 4              | [ 16 ] |
| Канада, RPM, Country 50 Singles        | 6              | [ 17 ] |

Ежегодные чарты
| Чарт (1984)                                 | Позиция | Прим.  |
| ------------------------------------------- | ------- | ------ |
| США, Radio & Records, Country Top 84 of '84 | 48      | [ 18 ] |
| Канада, RPM, Top 100 Country of 1984        | 75      | [ 19 ] |

## Награды
Премия «Грэмми»
Награда Национальной академии искусства и науки звукозаписи.
| Год  | Категория                                    | Итог   | Прим. |
| ---- | -------------------------------------------- | ------ | ----- |
| 1985 | «Лучшее женское вокальное кантри-исполнение» | Победа | [ 6 ] |

BMI Country Awards
Награда компании BMI авторам наиболее ротируемых кантри-песен года (с 1 апреля 1984-го по 31 марта 1985-го).
| Год  | Категория               | Номинант     | Итог   | Прим. |
| ---- | ----------------------- | ------------ | ------ | ----- |
| 1985 | Citation of Achievement | Пол Кеннерли | Победа | [ 7 ] |

## Музыканты на записи
- Электрогитара: Фрэнк Рекард и Ти-Боун Бернетт
- Электропианино: Дон Джонсон
- Акустическая гитара: Эммилу Харрис и Бэрри Ташиян
- 6-струнный бас и бубен: Брайан Ахерн
- Ударные: Дон Хэффингтон
- Бас: Майк Бауден